# Estadio Maximino Puertas
El Estadio Maximino Puertas es un estadio multiusos. Está ubicado en la ciudad de Pedernales, provincia de Manabí. Fue inaugurado en el año 2006. Es usado para la práctica del fútbol, Tiene capacidad para 3000 espectadores.
Desempeña un importante papel en el fútbol local, ya que los clubes de pedernalences como el Club Deportivo Ciudad de Pedernales hacen o hacían de local en este escenario deportivo, que participan en el Campeonato Provincial de Segunda Categoría de Manabí.
El estadio es sede de distintos eventos deportivos a nivel local, ya que también es usado para los campeonatos escolares de fútbol que se desarrollan en la ciudad en las distintas categorías, también puede ser usado para eventos culturales, artísticos, musicales de la localidad.
El recinto deportivo está ubicado en la calle Jaime Roldós de la ciudad de Pedernales. El estadio tiene instalaciones modernas con camerinos para árbitros, equipos local y visitante, zona de calentamiento, cabinas de prensa, sala de prensa, y muchas más comodidades para los aficionados. Además de:
- Campeonatos Intercolegiales de fútbol.
- Entrenamientos disciplinas fútbol y atletismo